# Phrynocephalus ornatus
Espèce
Statut de conservation UICN

 LC  : Préoccupation mineure
Phrynocephalus ornatus est une espèce de sauriens de la famille des Agamidae.

## Répartition
Cette espèce se rencontre au Pakistan, en Afghanistan et en Iran.

## Liste des sous-espèces
Selon The Reptile Database (9 mai 2012) :
- Phrynocephalus ornatus ornatus Boulenger, 1887
- Phrynocephalus ornatus vindumi Golubev, 1998

## Publications originales
- Boulenger, 1887 : Catalogue of the Lizards in the British Museum (Nat. Hist.) III. Lacertidae, Gerrhosauridae, Scincidae, Anelytropsidae, Dibamidae, Chamaeleontidae. London, p. 1-575 (texte intégral).
- Golubev, 1998 : A new subspecies of Phrynocephalus ornatus Boulenger (Reptilia: Agamidae) from eastern Iran, with a key to south-western and Middle-Asian Microphrynocephalids. Hamadryad, vol. 23, no 2, p. 162-168.